# Contes d'Arcàdia
Contes d'Arcàdia (títol original en anglès, Tales of Arcadia) és una trilogia de sèries de televisió de fantasia científica animada per ordinador creada per a Netflix per Guillermo del Toro i produïda per DreamWorks Animation i Double Dare You. La sèrie que comprèn la trilogia segueix els habitants d'una petita ciutat suburbana que acull en secret diverses criatures sobrenaturals i els joves herois que lluiten contra les forces del mal que s'amaguen a les ombres.
Les tres entregues de la trilogia, Trollhunters, Els 3 de sota i Mags, s'han estrenat arreu del món.
Des del seu llançament, la franquícia ha estat àmpliament elogiada com una sèrie d'animació ambiciosa i que supera els límits. Travis Johnson de Filmink la va qualificar de "la millor animació infantil que ha aparegut des d'Avatar: l'últim mestre de l'aire". Trollhunters va ser nominat a nou premis Daytime Emmy l'any 2017, guanyant més que qualsevol altre programa de televisió d'animació o d'acció en directe aquell any, i la trilogia ha estat nominada dues vegades per a l'Emmy a la millor sèrie d'animació infantil. També ha rebut o ha estat nominada a un premi BAFTA, diversos premis Annie, premis Golden Reel, un premi Saturn i en dues ocasions va guanyar el premi Kidscreen a la millor sèrie nova per la primera i l'última sèrie, Trollhunters i Mags. La franquícia ha estat aclamada per la crítica per la seva animació CGI d'alta qualitat, el seu to emocional fosc i madur i l'escriptura complexa, la interpretació de veu, la representació de llatinoamericans i immigrants, els temes de prejudicis, la música, l'humor i els personatges.
La sèrie també ha generat diversos llibres infantils originals i s'ha adaptat a una sèrie de novel·les gràfiques de Marc Guggenheim i Richard Hamilton publicades per Dark Horse, i a un videojoc titulat Trollhunters: Defenders of Arcadia, llançat a PlayStation 4, Xbox One i Nintendo Switch i Microsoft Windows.
L'agost de 2020, es va anunciar que la trilogia es conclouria amb un llargmetratge titulat Trollhunters: Rise of the Titans, que es va estrenar a Netflix el 21 de juliol de 2021.